# Autoflug
Autoflug is een historisch Duits merk van motorfietsen.
De bedrijfsnaam was: Autoflug OHG, Berlin-Johannisthal.
Dit bedrijf met vliegtuigconstructeur Egon Weitzel aan het hoofd, bouwde vanaf 1921 117cc- en 122cc-scooterachtige motorvoertuigen. De verkoop liep slecht en in 1923 besloot Weitzel meer normale motorfietsen met 24 inch wielen, een dubbel wiegframe en 129cc-Bekamo tweetaktmotor te gaan produceren. Daarnaast kwam een vergelijkbaar 146cc-model. De verkoopaantallen bleven tegenvallen en in 1924 beëindigde Autoflug de productie van motorfietsen.